# Fågelskär, Oxelösunds kommun
Fågelskär är en ö för vilket det inrättas ett naturreservat med samma namn i Oxelösunds kommun i Södermanlands län.
Området är naturskyddat sedan 1997 och är 11 hektar stort. Reservatet omfattar ön Fågelskär och består av skärgårdstallskog och hällmark.